# Лудош
Лудош (на румънски: Ludoş, стари форми Ludoșul mare, Luduș, на немски: Ludesch, на трансилвански саксонски Logdes, на унгарски: Nagyludas) е село в окръг Сибиу, Румъния. Селото е център на едноименната Община Лудош, в която влиза и село Гусу.

## Личности
Родени в Лудош
- Октавиан Смигелши (1886 – 1912), румънски художник
- Василе Глодариу (1832-1899), румънски просветен деец